# Il ritorno dell'uomo da sei milioni di dollari
Il ritorno dell'uomo da sei milioni di dollari (The Return of the Six-Million-Dollar Man and the Bionic Woman) è un film per la televisione del 1987 diretto da Ray Austin. 
Il film fa parte del franchise di fantascienza L'uomo da sei milioni di dollari ed è un crossover tra le due serie televisive L'uomo da sei milioni di dollari e La donna bionica, interpretate rispettivamente da Lee Majors, nei panni di Steve Austin, e Lindsay Wagner, in quelli di Jaime Sommers. È inoltre il primo dei tre film reunion per la televisione, cui seguiranno infatti Scontro bionico nel 1989 e Il ritorno della donna bionica nel 1994.
Il film avrebbe dovuto rappresentare il pilota per una nuova serie televisiva basata sulle avventure di Michael Austin (Tom Schanley), figlio di Steve e nuovo "uomo bionico", ma la cosa non si è mai concretizzata.

## Trama
Poiché un'organizzazione terroristica chiamata Fortress è ritornata in azione, dopo dieci anni Oscar Goldman ricontatta l'agente segreto dell'Office of Scientific Intelligence (OSI) Steve Austin, ormai in pensione. Ma Austin non ne vuole sapere, dal momento che vuole tornare ad avere contatti con il proprio figlio Micheal, che aveva abbandonato da anni assieme alla madre Karen. Inoltre è rimasto innamorato di Jaime Sommers, cui ha dedicato la propria barca, la Summer Maiden.
Goldman si propone così di far reincontrare i due al ristorante, all'insaputa di entrambi. Jaime ha avuto un incidente durante la sua ultima missione per l'OSI, durante la quale ha subito una commozione cerebrale, quando si è svegliata si è ricordata di tutto quanto aveva dimenticato dal momento in cui il rigetto della sua bionica l'aveva quasi fatta morire, compreso il fatto di essere stata innamorata di Austin. Jaime tuttavia lo incolpa della morte di Christ Williams, un collega e amante morto nella sua ultima missione. Così lei, in preda alla rabbia, scaraventa Austin dal finestrino del ristorante. In quel momento arriva Michael, il figlio di Austin.
L'organizzazione terroristica Fortress nel frattempo progetta di rapire Austin e Sommers per carpire i loro segreti sulla bionica, ma falliscono, mentre Steve salva Jaime e i due si riconciliano, con la volontà di iniziare una nuova relazione. Steve invita Jaime al giorno del diploma del figlio, quando questi si esibisce in un volo con il suo jet. Ma il suo aereo viene sabotato dal leader di Fortress, Lyle Stenning, che cova il desiderio di vendicarsi nei confronti di Steve, che l'aveva catturato anni prima. Michael così si lancia dall'aereo, ma è troppo tardi e finisce gravemente ferito.
Steve Austin chiede a Oscar Goldman di salvare il figlio con un impianto bionico, in cambio gli promette di smantellare l'intera organizzazione Fortress. Goldman chiede l'intervento di Rudy Wells, che salva la vita a Michael e lo rende a sua volta bionico, ma questi, al suo risveglio, non è affatto felice di quanto gli è stato fatto. Jaime si prende cura di lui, lo aiuta ad affrontare la convalescenza e ad accettare la sua bionica, che finisce per trovare piuttosto affascinante.
L'organizzazione Fortress rapisce Michael Austin e Rudy Wells, per poter mettere le mani sulla bionica più avanzata che è stata impiantata sul ragazzo. Steve Austin e Jaime Sommers intervengono per salvarli e sgominano l'intera organizzazione. Goldman è orgoglioso del nuovo uomo bionico e chiede a Michael se vuole entrare a far parte dell'OSI, ma Steve dice a Oscar di tenere le mani lontano da suo figlio.

## Personaggi e interpreti
- Steve Austin, interpretato da Lee Majors, doppiato in italiano da Roberto Del Giudice.
Colonnello dell'aviazione e astronauta della NASA, Steve Austin è stato il primo uomo ad aver subito un impianto di protesi bioniche, dopo aver subito un grave incidente durante il collaudo di un aereo sperimentale. Dopo la sua operazione e acquisiti poteri superumani, è diventato un agente dell'OSI.
- Jaime Sommers, interpretata da Lindsay Wagner, doppiata in italiano da Franca De Stradis.
Jaime Sommer è un ex campionessa di tennis che, a causa di un incidente, è stata sottoposta a un impianto bionico similmente a quanto accaduto a Steve Austin. Ne era la fidanzata, ma una crisi di rigetto dei suoi impianti che l'hanno portata vicino alla morte, le ha fatto dimenticare tutto quanto il suo passato, compreso il rapporto con Austin. A sua volta è stata reclutata dall'OSI divenendo un agente segreto sotto copertura.
- Michael Austin, interpretato da Tom Schanley.
Michael è il figlio che Steve Austin ha avuto con una donna di nome Karen molti anni prima, morta quando il bambino aveva appena sette anni. Austin aveva abbandonato entrambi e ora vuole riconciliarsi con il figlio per costruire un nuovo rapporto con lui.
- Oscar Goldman, interpretato da Richard Anderson, doppiato in italiano da Germano Longo.
Oscar Goldman è il capo operazioni dell'OSI e diretto superiore di Steve Austin e di Jaime Sommers.
- Rudy Wells, interpretato da Martin E. Brooks, doppiato in italiano da Oliviero Dinelli.
Medico e scienziato coinvolto negli studi di bionica. Suoi sono gli interventi chirurgici che hanno persmesso a Steve Austin e Jaime Sommers di diventare "bionici".
- Jim Castillian, interpretato da Lee Majors II.
Jim Castillan, un membro minore dell'OSI, è interpretato dal figlio dell'attore Lee Majors, interprete del protagonista Steve Austin.
- Lyle Stenning, interpretato da Martin Landau.
Lile Stenning è il leader dell'organizzazione terroristica Fortress (lett. "Fortezza"), che era stato catturato da Steve Austin anni addietro e ora medita vendetta, rapendo il figlio di Austin, Michael. Martin Landau è noto per aver interpretato il capitano Koenig in un'altra celebre serie televisiva di fantascienza di metà anni settanta, Spazio 1999.
- John Praiser, interpretato da Gary Lockwood.
Capo dello staff dell'OSI, John Praiser si rivelerà in realtà essere un traditore. L'attore Gary Lockwood è apparso nei panni di Gary Mitchell in un'altra storica serie di fantascienza degli anni sessanta, Star Trek, più precisamente nel secondo pilota della serie, Oltre la galassia (Where No Man Has Gone Before), trasmesso il 22 settembre 1966.
- Tom Brubaker, interpretato da Will Bledsoe.
- Jerry Dreyfuss, interpretato da Gary Blumsack:
- Generale Forest, interpretato da William Campbell.
- Kyle, interpretato da Robert F. Hoy.
- Santiago, interpretato da Terry Kiser.
- Carol, interpretato da Cheryl McMannis.
- Dottor Shephard, interpretato da Bryan Cranston, doppiato in italiano da Stefano Mondini.

## Produzione
Il film per la televisione è stato realizzato su spinta dell'attore Richard Anderson, che nella serie interpreta il personaggio di Oscar Goldman, che è anche, seppur non accreditato come tale, uno dei produttori del film. Il film ha il proposito di rilanciare i personaggi delle due serie due serie televisive "bioniche", L'uomo da sei milioni di dollari e La donna bionica. Il titolo originale, Return of the Six Million Dollar Man and the Bionic Woman, fa più esplicitamente riferimento al fatto che si tratta di un crossover tra le due serie televisive. Il contratto di Anderson con gli Universal Studios prevedeva inoltre che questo film sarebbe dovuto servire come pilota per una nuova serie televisiva, uova serie spin-off con protagonista il figlio di Steve Austin, Michael Austin, interpretato dall'attore Tom Schanley, ma la cosa non si concretizzerà. Il contratto prevedeva quindi, nel caso la serie non sarebbe stata prodotta, che sarebbero seguiti altri due film reunion.
Nel film vengono aggiornati molti effetti sonori. In particolare l'effetto sonoro dell'occhio bionico di Steve Austin, l'effetto sonoro dell'orecchio bionico di Jaime Sommers ed entrambi gli effetti sonori del "salto" sono stati aggiornati. Per la "corsa" di Steve Austin inoltre viene utilizzato un effetto sonoro che ricorda il "boom sonico".